# Percy Beard
Percy Beard (Estados Unidos, 26 de enero de 1908-27 de marzo de 1990) fue un atleta estadounidense, especialista en la prueba de 110 m vallas en la que llegó a ser subcampeón olímpico en 1932.

## Carrera deportiva
En los JJ. OO. de Los Ángeles 1932 ganó la medalla de plata en los 110 m vallas, con un tiempo de 14.7 segundos, llegando a meta tras su compatriota George Saling (oro con 14.6 s) y por delante del británico Donald Finlay (bronce).